# Franz Weidenreich
Franz Weidenreich (7. června 1873, Edenkoben, Německo – 11. července 1948, New York) byl německý anatom a fyzický antropolog, který studoval lidskou evoluci. Vystudoval univerzitu ve Štrasburku (který tehdy patřil Německu) kde získal doktorát roku 1899. Byl profesorem na tamní univerzitě, jakož i na univerzitách v Heidelbergu a hostujícím profesorem na univerzitě v Chicagu.
Weidenreich byl vynikající odborník. Piltdownského člověka prohlásil za podvrh třicet let před oficiálním odhalením (jako anatom poznal že lebka je lidská a čelist patří opici). Rovněž studoval sinantropa. Přejmenoval také druh Gigantopithecus blacki na Giganthropus blacki, přičemž vycházel z domněnky, že Gigantopithecus byl obřím předchůdcem člověka – toto pojmenování však není přijímáno, protože vychází z teorie odporující Deperetovu zákonu (rovněž známému jako Copeovo pravidlo), který stanoví že u nelétajících živočichů se v přímých evolučních řadách tělesná velikost nezmenšuje, ale naopak zvětšuje (Mazák, 1986).